# ميناء نيكو

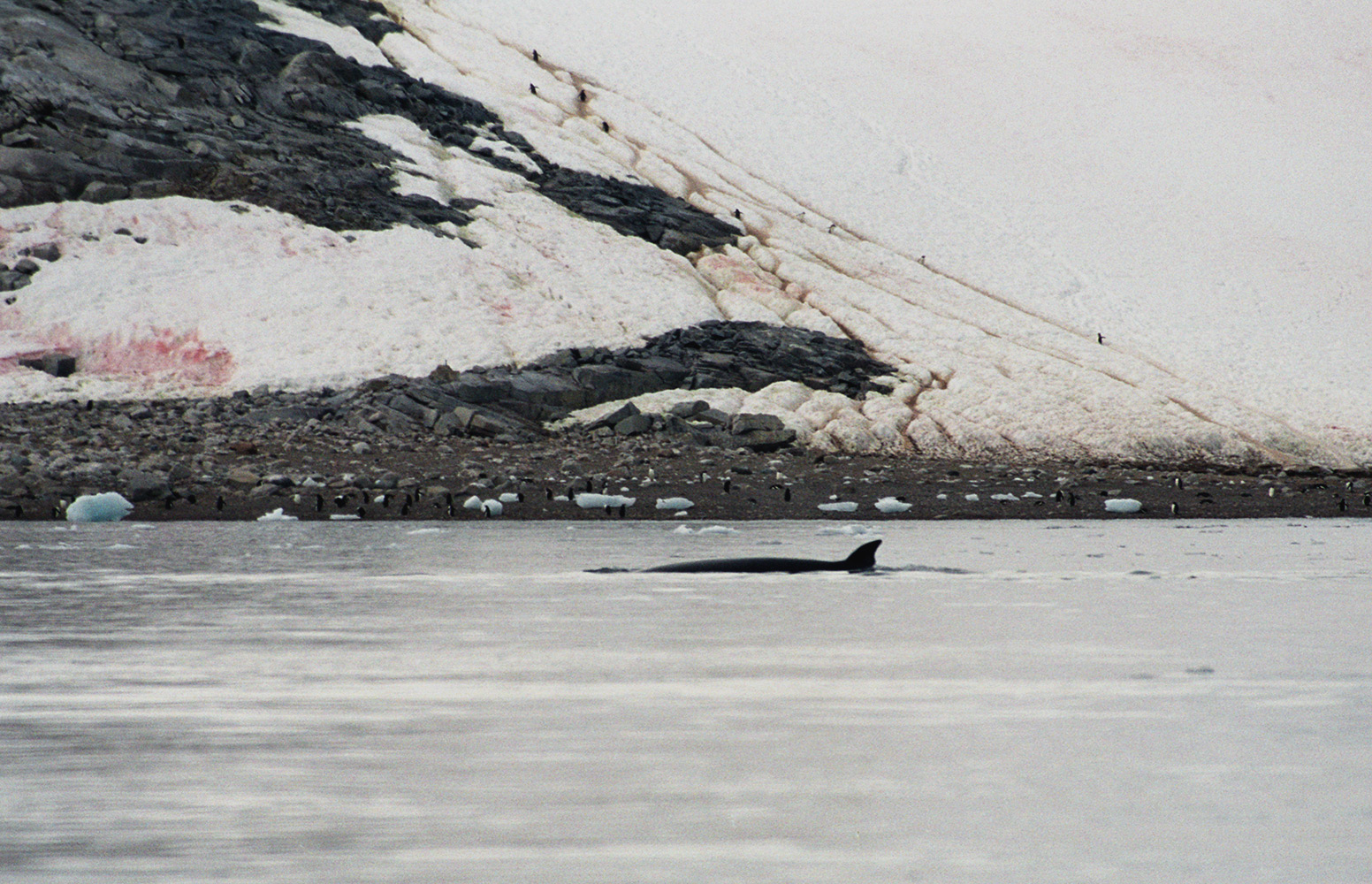
حوت في ميناء نيكو

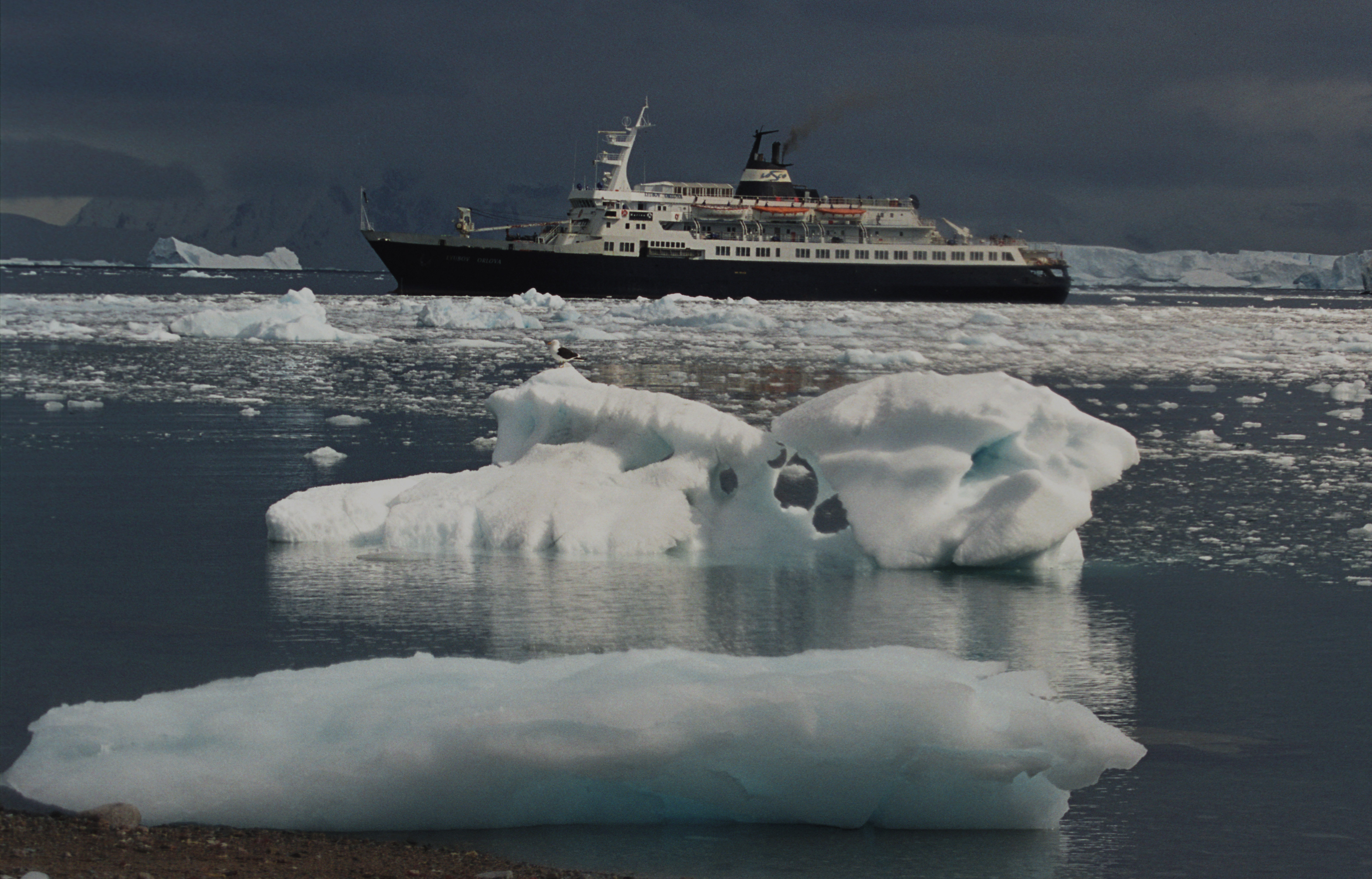
سفينة MV Lyubov Orlova في الميناء

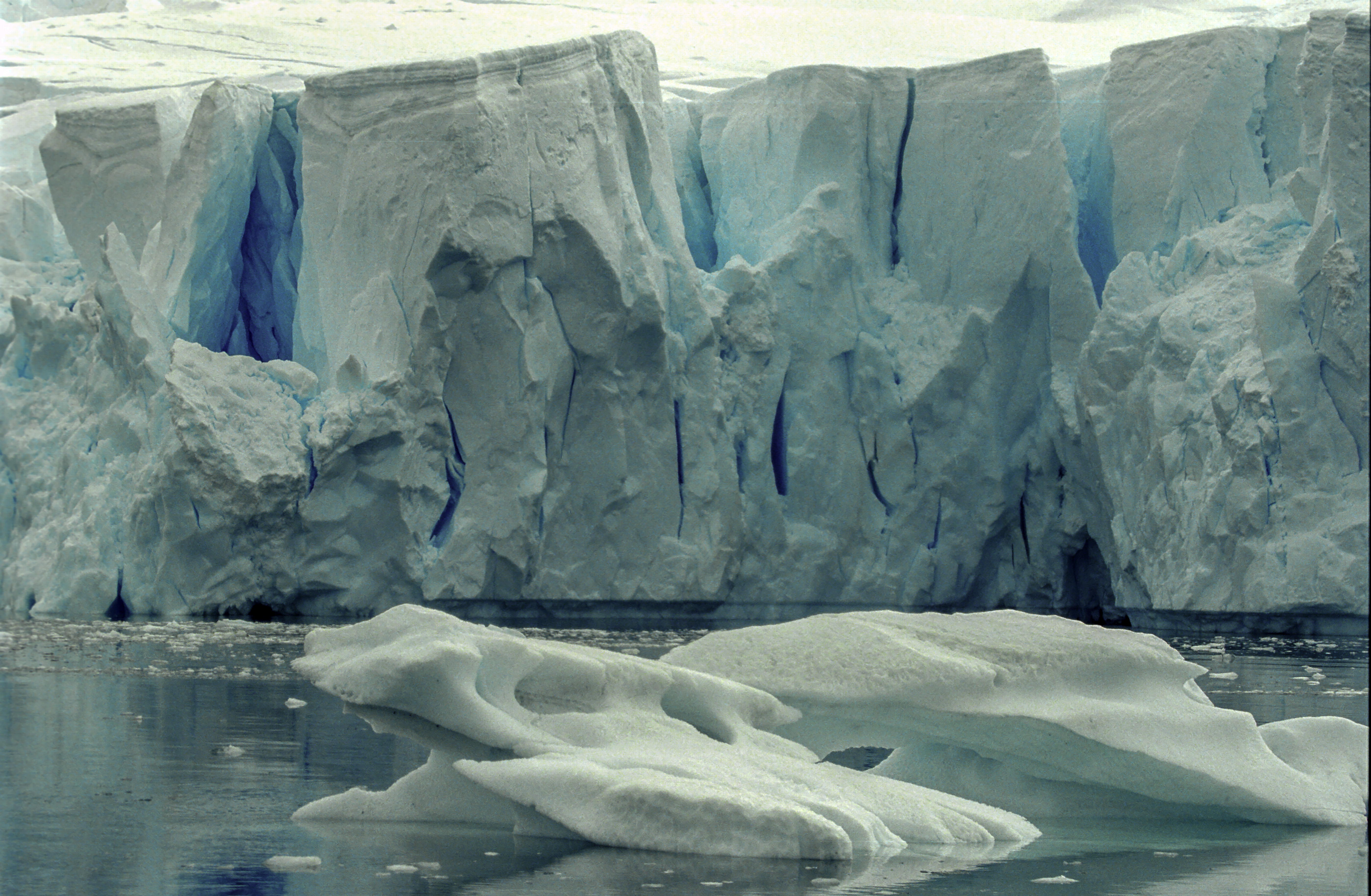
جبل جليدي قرب الميناء

ميناء نيكو هو ميناء على شبه الجزيرة القطبية الجنوبية على خليج أندفورد، الذي يقع على الساحل الغربي من أرض غراهام. مرفأ نيكو تم اكتشافه من قبل المستكشف البلجيكي أدريان دي جيرلاخ في أوائل القرن العشرين. سمي على اسم قارب صيد حيتان النرويجي، نيكو، الذي عمل في المنطقة الواقعة فيه بين 1911 و1924.

## وصلات خارجية
- Lonely Planet episode on Neko Harbour
- Personal photographic account Whales and Penguins in Neko Harbour, by James Bartosik. March 2007.
- Images of Neko Harbour By Rutgers University, NJ, USA.